# Cerkiew św. Sawy w Starej Birczy
Cerkiew św. Sawy w Starej Birczy – nieistniejąca już filialna drewniana cerkiew greckokatolicka w Starej Birczy, w gminie Bircza, w powiecie przemyskim.

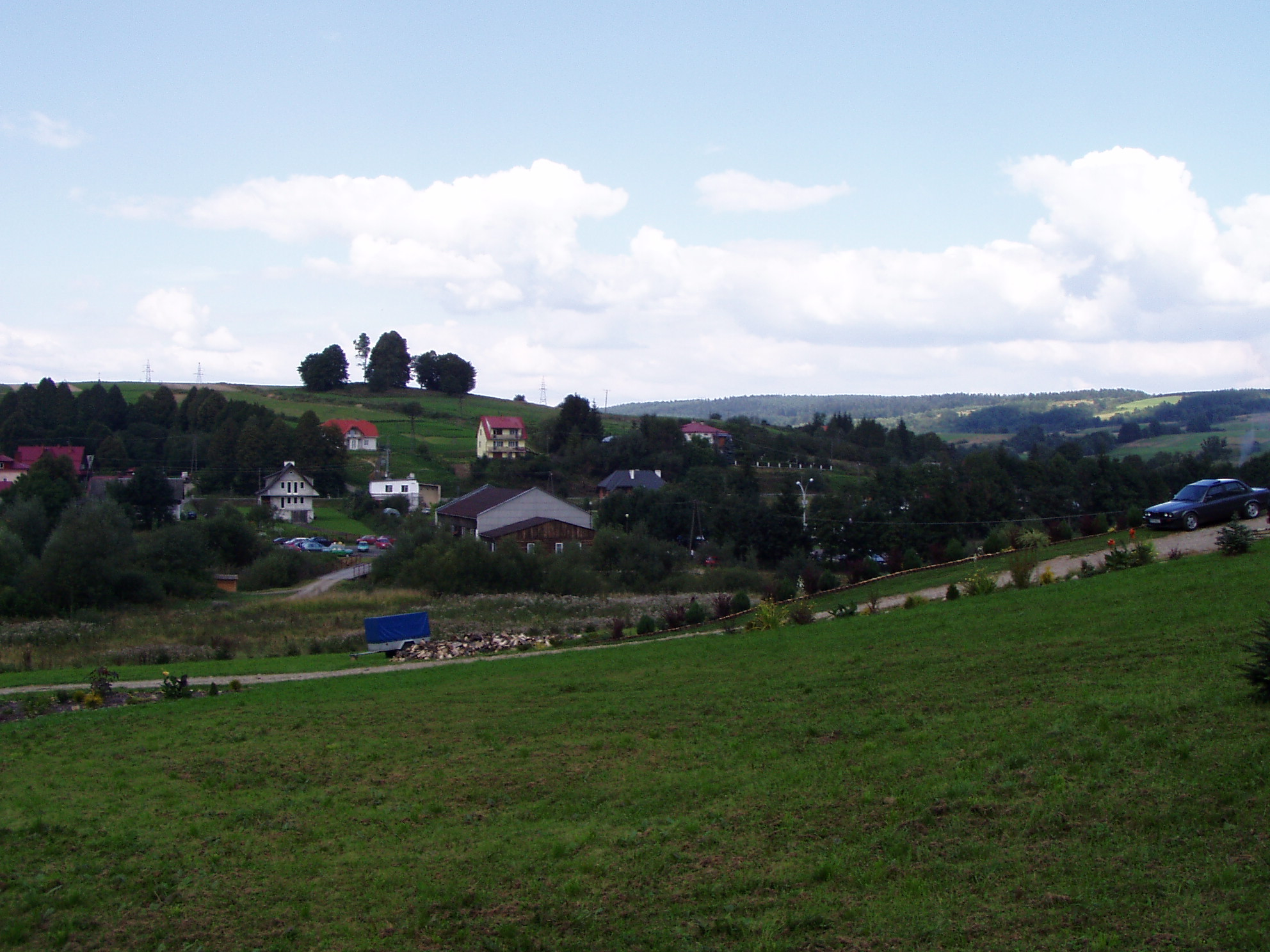
Na szczycie wzgórza widoczne cerkwisko ze starodrzewem

Drewniana cerkiew pod wezwaniem św. Sawy została zbudowana w 1797, należała do greckokatolickiej parafii w Birczy. Spłonęła w 1926 i nie została już odbudowana. Ocalał ogrodzony cmentarz greckokatolicki znajdujący się przy cerkwi (widocznych jest jeszcze kilka nagrobków, m.in. c.k. geometry), i starodrzew otaczający dawniej cerkiew.